# Cirque Hagenbeck
Les Cirques Hagenbeck furent plusieurs cirques voyageurs allemands créés par les membres de la famille Hagenbeck. 

## La famille Hagenbeck
Le fondateur de l'organisation Hagenbeck fut Gottfried Clas Carl Hagenbeck (* 1810 ; † 1887).
Ses fils Carl Hagenbeck (* le 10 juin 1844 à Hambourg ; † le  14 avril 1913 à Hambourg)
et Wilhelm Hagenbeck (* le 17 avril 1850 à Hambourg ; † le  11 décembre 1910 à Hambourg).
Ses petits-fils, 
Lorenz Hagenbeck (* 1882 ; † 1956) et Heinrich Hagenbeck (* 1875 ; † 1945) sont les fils de Carl Hagenbeck),
Willy Hagenbeck (* le 3 novembre 1884 à Hambourg ; † le 12 mai 1965 près de Bruges) et Carl junior Hagenbeck (* 1888 ; † 1949) sont les fils de Wilhelm Hagenbeck.

## Le dressage d'animaux
Les frères Carl et Wilhelm Hagenbeck rénovèrent le métier de dompteur en présentant les fauves sur la piste de cirque entourée de grilles métalliques pouvant être démontées et transportées au gré des spectacles.
Ils furent les créateurs des grands groupes de fauves travaillant dans la grande cage centrale dite « cage-arène » montée autour de la piste de 13 mètres de diamètre.
En 1904, Willy Hagenbeck présenta un ensemble de 70 ours polaires, au cirque de Paul Busch à Berlin.

## Les Cirques Hagenbeck

### Cirque Carl Hagenbeck
Le Cirque Carl Hagenbeck, fondé à Hambourg le 4 avril 1887 sous le nom de « Cirque International et Caravane Cingalaise », a voyagé dans le monde entier, avec une ménagerie importante, en complétant ses représentations par des exhibitions zoologiques et ethnologiques, et a existé jusqu'en 1953.
En 1904, Carl Hagenbeck fit voyager aux États-Unis un cirque dont l'enseigne porta son nom sous un chapiteau à 3 pistes. Par la suite, cette enseigne américaine fut récupérée par Ben Wallace qui l'associa à son nom pour fonder en 1907 le Hagenbeck-Wallace Circus.
La direction du Cirque Carl Hagenbeck, cirque exotique et cirque-ménagerie, fut reprise par Lorenz Hagenbeck, après la mort de son père.
Lorenz Hagenbeck refonda réellement le Cirque Carl Hagenbeck le 3 mars 1916 à Oslo, avec une grande partie du matériel et de la ménagerie rachetés aux Strassburger.
En 1927-29, le cirque partit en Amérique du Sud (en Argentine et au Brésil).
En 1933-34, il fit un grand périple vers le Japon, la Chine, les Indes anglaises et l'Égypte.
En 1935, le cirque traversa de nouveau l'Atlantique vers l'Amérique du Sud
La ménagerie du Cirque Carl Hagenbeck comprenait en 1933 :
- 80 chevaux,
- 14 voitures-cages,
- 6 éléphants,
- des animaux exotiques dont 1 girafe.

### Cirque Wilhelm Hagenbeck
Wilhelm Hagenbeck avait créé, à peu près à la même époque que son frère Carl, un grand cirque de même importance, dont ses fils Carl junior et Willy, reprirent la direction après sa mort.
La ménagerie et les grands groupes de fauves du Cirque Wilhelm Hagenbeck ont figuré au programme du Cirque de Paris en 1909.
Le Cirque Wilhelm Hagenbeck fit une grande tournée en France en 1912-1913 avec son chapiteau. Il vint en 1912 à Paris où le chapiteau de son propriétaire fut dressé à la Porte des Ternes.
En 1912, la ménagerie Wilhelm Hagenbeck comprenait 200 animaux dont :
- 12 éléphants,
- 30 lions,
- 19 tigres,
- 18 ours blancs, 2 ours bruns, 1 baribal, 1 ours à collier, 1 ours lippu,
- 1 bélier à 4 cornes.

### Cirque Willy Hagenbeck
Le cirque à l'enseigne de Willy Hagenbeck fut créé en 1928 et a existé jusqu'en 1958.
En 1931, les animaux comprenaient 24 ours, 4 lions, 3 tigres et 4 éléphants.

## Chronologie
- 1810 : Naissance de Gottfried Hagenbeck.
- 1844 : Naissance à Hambourg de Carl Hagenbeck.
- 1848 : Début du commerce d'animaux par la famille Hagenbeck. Première ménagerie : exhibition de phoques à Hambourg par Gottfried Hagenbeck père.
- 1850 : Naissance de Wilhelm Hagenbeck.
- 1852 : Exhibition d'un ours polaire.
- 1866 : Carl Hagenbeck devient propriétaire de l'entreprise fondée par son père.
- 1878 : Ouverture de l'école de dressage de Wilhelm Hagenbeck.
- 1879 : Invention de la méthode de dressage en douceur par les frères Carl & Wilhelm Hagenbeck.
- 1884 : Naissance à Hambourg de Willy Hagenbeck.
- 1887 : Mort de Gottfried Hagenbeck.
- 1887 : Fondation du premier cirque de Carl Hagenbeck.
- 1889 : Invention de la grande cage centrale par les frères Carl & Wilhelm Hagenbeck.
- 1890 : Ouverture par Carl Hagenbeck de son École de dressage par la douceur.
- 1893 : Carl Hagenbeck parait dans la cage centrale à l'Exposition universelle de Chicago.
- 1904 : Le « Carl Hagenbeck's Trained Animal Show » à l'Exposition universelle de Saint-Louis.
- 1904 : Création de l'enseigne américaine du Cirque Carl Hagenbeck.
- 1904 : Willy Hagenbeck présente à Berlin un ensemble de 70 ours polaires.
- 1907 : Ouverture du premier « zoo sans barreaux » à Stellingen, dans la banlieue de Hambourg.
- 1909 : L' « Exposition Carlos Hagenbeck » à Buenos Aires pour le centenaire de l'Argentine.
- 1910 : Mort de Wilhelm Hagenbeck.
- 1911 : Fondation du Zoo pour l'Exposition universelle de Rome.
- 1913 : Le « Carl Hagenbeck's Wonder Zoo and Big Circus » à l'Olympia Hall de Londres.
- 1913 : Mort de Carl Hagenbeck.
- 1928 : Création du Cirque Willy Hagenbeck.
- 1928 : Fondation du Zoo de Colombo par John Hagenbeck.
- 1931 : Fondation du Zoo pour l'Exposition coloniale internationale de Paris.
- 1936 : Spectacle pour les Jeux olympiques de Berlin.
- 1953 : Disparition du Cirque Carl Hagenbeck.
- 1958 : Disparition du Cirque Willy Hagenbeck.
- 1965 : Mort de Willy Hagenbeck.